# Orthaea constans
Orthaea constans är en ljungväxtart som beskrevs av A. C. Smith. Orthaea constans ingår i släktet Orthaea och familjen ljungväxter. Inga underarter finns listade i Catalogue of Life.